# Brug bij Herentals-Herenthout
De brug bij Herentals-Herenthout is een liggerbrug over het Albertkanaal in de Belgische gemeente Herentals.